# Roger Rogerson
 (août 2019).
Pour les articles homonymes, voir Rogerson.
Roger Caleb Rogerson, né le 3 janvier 1941 à Sydney (Nouvelle-Galles du Sud) et mort le 21 janvier 2024 à Randwick (Nouvelle-Galles du Sud), est un ancien sergent-détective australien des forces de police de la Nouvelle-Galles du Sud et un meurtrier reconnu coupable. 
Au cours de sa carrière, Roger Rogerson est l'un des officiers les plus décorés de la police. Il a reçu au moins treize récompenses pour son courage, son sens politique remarquable et son sens du devoir, notamment le trophée Peter Mitchell, la plus haute distinction décernée par la police. Durant son mandat, il est impliqué dans deux meurtres, de la corruption, des voies de fait et du trafic de drogue, sans jamais être déclaré coupable.